# Beli Lom (distrikt)
Beli Lom (bulgariska: Бели Лом) är ett distrikt i Bulgarien.   Det ligger i kommunen Obsjtina Loznitsa och regionen Razgrad, i den nordöstra delen av landet, 290 kilometer öster om huvudstaden Sofia.
Trakten runt Beli Lom består till största delen av jordbruksmark. Runt Beli Lom är det ganska tätbefolkat, med 116 invånare per kvadratkilometer.